# میزیک
میزیک (به لاتین: Mezek) یک منطقهٔ مسکونی در بلغارستان است که در شهرستان اسویلنگراد واقع شده‌است. میزیک ۳۷۱ نفر جمعیت دارد و ۱۶۷ متر بالاتر از سطح دریا واقع شده‌است.